# Syneura longipennis
Syneura longipennis är en tvåvingeart som beskrevs av Borgmeier 1935. Syneura longipennis ingår i släktet Syneura och familjen puckelflugor.
Artens utbredningsområde är Bolivia. Inga underarter finns listade i Catalogue of Life.